# Sterling City
Sterling City ist eine Stadt im Sterling County im Bundesstaat Texas der USA. Sie ist zugleich County Seat.

## Demografische Daten
Die bei der Volkszählung im Jahr 2000 ermittelten 1.081 Einwohner von Sterling City lebten in 393 Haushalten; darunter waren 297 Familien. Die Bevölkerungsdichte betrug 426 pro km2. Im Ort wurden 467 Wohneinheiten erfasst. Unter der Bevölkerung waren 82,1 % Weiße, 0,1 % Afroamerikaner, 0,4 % amerikanische Indianer und 14,9 % von anderen Ethnien; 2,6 % gaben die Zugehörigkeit zu mehreren Ethnien an.
Unter den 393 Haushalten hatten 37 % Kinder unter 18 Jahren; 63 % waren verheiratete zusammenlebende Paare. 23 % der Haushalte waren Singlehaushalte. Die durchschnittliche Haushaltsgröße war 2,69, die durchschnittliche Familiengröße 3,18 Personen.
Die Bevölkerung verteilte sich auf 29,6 % unter 18 Jahren, 5,5 % von 18 bis 24 Jahren, 29,2 % von 25 bis 44 Jahren, 20,0 % von 45 bis 64 Jahren und 15,7 % von 65 Jahren oder älter. Der Median des Alters betrug 38 Jahre.
Der Median des Haushaltseinkommens betrug 36.359 $, der Median des Familieneinkommens 38.958 $. Das Pro-Kopf-Einkommen in Sterling City betrug 14.955 $. Unter der Armutsgrenze lebten 17,7 % der Bevölkerung.
Laut Volkszählung im Jahr 2000 hatte Sterling City eine Einwohnerzahl von 1081 auf einer Fläche von 2,5 km²; das entspricht einer Bevölkerungsdichte von 432 pro km².